# Los proverbios flamencos
Los proverbios flamencos (en neerlandés: Nederlandse Spreekwoorden) es una obra del pintor Pieter Brueghel el Viejo. Es un óleo sobre tabla de roble, pintado en el año 1559. Mide 117 cm de alto y 163 cm de ancho. Se exhibe actualmente en la Gemäldegalerie de Berlín, Alemania. 
Otros nombres con los que es conocida esta obra son La capa azul y El mundo del revés. Representa una tierra habitada con representaciones literales de proverbios flamencos de la época. La pintura rebosa de referencias y aún pueden identificarse la mayor parte de ellas; mientras muchos de los proverbios han sido olvidados o nunca se tradujeron a otros idiomas, algunos aún se usan. Los proverbios eran populares en tiempo de Brueghel: se publicaron una serie de colecciones, incluida una famosa obra de Erasmo. Frans Hogenberg produjo un grabado que ilustraba unos 40 proverbios alrededor de 1558, y el propio Brueghel había pintado una colección de Doce proverbios en tablas individuales en 1558, así como El pez grande se come al chico en 1556, pero se cree que Los proverbios flamencos es la primera pintura a gran escala sobre el tema. François Rabelais representó una tierra de proverbios en su novela Gargantúa y Pantagruel poco después, en 1564.
Las pinturas de Brueghel tratan los temas de lo absurdo, las debilidades y las locuras humanas, en lo que sigue la tradición de El Bosco, y esta pintura no es una excepción. Originalmente se tituló La capa azul o la locura del mundo, lo que indica que no pretendía tan sólo representar una colección de proverbios, sino más bien hacer un estudio de la estupidez humana. Muchas de las personas representadas muestran los característicos rasgos en blanco que Brueghel usaba para representar a los tontos. Con gran maestría, Brueghel trata hasta el detalle más nimio.
Su hijo, Pieter Brueghel el Joven, se especializó en hacer copias de la obra de su padre, y pintó hasta veinte copias de Los proverbios flamencos. 
Consigue una gran unidad, a pesar de los múltiples detalles, gracias a su unidad de composición, en torno a una diagonal que, desde la parte inferior izquierda, va hacia la parte superior derecha.

## Detalle
Hay cerca de cien proverbios identificados en la escena (aunque Brueghel puede haber incluido otros). Algunas expresiones se usan hoy en día; entre ellas: Nadar contra corriente, El pez grande se come al chico, Darse de cabezazos contra un muro de ladrillos y Armado hasta los dientes, y algunos son familiares, aunque no idénticos a expresiones inglesas, como por ejemplo Casting roses before swine (Echar rosas a los cerdos, equivalente a la expresión bíblica Echar perlas a los cerdos (Evangelio de Mateo, capítulo 7, versículo 6, aunque en castellano, con traducción macarrónica se suele decir echar margaritas a los cerdos). Muchos han decaído con el tiempo o nunca se usaron en inglés, como Tener el techo tejado de tartas, por ejemplo, que significa tener abundancia de todo y que era una imagen que Brueghel más tarde volvería a usar en su pintura de la idílica tierra de Jauja. Sería semejante a la expresión española Atar los perros con longaniza(s).
La capa azul a la que se refiere el título original está colocada sobre el hombre en el centro de la pintura con su esposa. Esto indicaba que ella le era infiel. Otros proverbios indican la estupidez del hombre: un hombre llena una charca después de que su becerro haya muerto, justo encima de la figura central del hombre con capa azul; otro lleva la luz del día en una cesta. Algunas de las figuras parecen representar más de una expresión (si esto era intención de Brueghel o no, se desconoce), como el hombre que esquila una oveja en el centro, en la parte inferior izquierda del cuadro. Está junto a un hombre que esquila un cerdo, así que representa la expresión: Uno esquila ovejas y otro esquila cerdos, lo que significa que uno aventaja al otro, pero también puede representar el consejo Esquílalas pero no las desuelles, lo que significa que hay que sacar el mejor partido que se pueda a los activos.
| Proverbio                                                                                     | Significado | Equivalente en castellano                                     | Ubicación |
| --------------------------------------------------------------------------------------------- | --- | ------------------------------------------------------------- | --------- |
| Ser capaz incluso de atar al diablo a una almohada                                            | La obstinación lo supera todo. | La fortuna favorece a los audaces Quien la sigue, la consigue |           |
| Ser un mordedor de pilares                                                                    | Ser un hipócrita en religión, un fariseo. |                                                               |           |
| Llevar fuego en una mano y agua en la otra                                                    | No ser digno de confianza. | Tener dos caras                                               |           |
| Golpear la cabeza contra un muro de ladrillos                                                 | Intentar conseguir lo imposible. | Darse contra la pared                                         |           |
| Un pie calzado y otro descalzo                                                                | Lo principal es el equilibrio. |                                                               |           |
| La cerda tira del tapón                                                                       | La negligencia lleva al desastre. |                                                               |           |
| Ponerle el cascabel al gato                                                                   | Atreverse a hacer algo difícil o peligroso. | Idéntico en castellano                                        |           |
| Estar armado hasta los dientes                                                                | Estar muy armado. | Idéntico en castellano                                        |           |
| Ponerse la armadura                                                                           | Enfurecerse. |                                                               |           |
| Uno esquila ovejas, otro, cerdos                                                              | Uno tiene todas las ventajas, el otro ninguna. | Unos nacen con estrella y otros nacen estrellados             |           |
| Esquílalas pero no las desuelles                                                              | No abuses de tus ventajas. | La avaricia rompe el saco                                     |           |
| Aquí no se fríe el arenque                                                                    | Las cosas no marchan según lo planeado. |                                                               |           |
| Freír todo el arenque para comer las huevas                                                   | Hacer demasiado para conseguir muy poco. |                                                               |           |
| Ponerse la tapa en la cabeza                                                                  | Acabar asumiendo la responsabilidad. |                                                               |           |
| El arenque cuelga de sus propias branquias                                                    | Tienes que aceptar la responsabilidad de tus propios actos. |                                                               |           |
| Hay algo más en ello que un arenque vacío                                                     | Hay más de lo que parece. |                                                               |           |
| ¿Qué puede el humo hacerle al hierro?                                                         | No tiene sentido intentar cambiar lo que no se puede cambiar. |                                                               |           |
| Encontrar al perro en la olla                                                                 | Llegar tarde a comer. |                                                               | [ 4 ]     |
| Sentarse en las cenizas entre dos banquillos                                                  | Ser indeciso. |                                                               |           |
| Tentar la huevera a las gallinas                                                              | Contar con algo que aún no existe (se cuentan los huevos después de que las gallinas los pongan).                                                                              | No vender la piel del oso antes de cazarlo                    |           |
| Allí cuelgan las tijeras                                                                      | Es posible que te engañen allí. |                                                               |           |
| Roer siempre el mismo hueso                                                                   | Hablar continuamente sobre el mismo tema. | Ser un disco rayado                                           |           |
| Depende de cómo caigan las cartas                                                             | Depende del azar. |                                                               |           |
| El mundo está vuelto al revés                                                                 | Todo está al revés de como debería; se demuestra la idea del mundo del revés a través del orbe con la cruz hacia abajo.                                                        |                                                               |           |
| Dejar al menos un huevo en el nido                                                            | Tener siempre algo en reserva. | El que guarda, siempre tiene                                  |           |
| Cagarse en el mundo                                                                           | Despreciarlo u odiarlo todo. |                                                               |           |
| Dejarse llevar por la nariz                                                                   | Hacer que todo el mundo haga lo que el otro quiere. |                                                               |           |
| Los dados están echados                                                                       | Ya no se puede hacer nada para variar un resultado. | La suerte está echada                                         |           |
| Los tontos consiguen las mejores cartas                                                       | La suerte puede triunfar sobre la inteligencia. | Todos los tontos tienen suerte                                |           |
| Mirar a través de los dedos                                                                   | Ser indulgente. | Hacer la vista gorda                                          |           |
| Allí cuelga el cuchillo                                                                       | Lanzar un reto. | Arrojar el guante                                             |           |
| Ahí están los zuecos                                                                          | Esperar en vano. | Calendas griegas                                              |           |
| Sacar la escoba                                                                               | Divertirse mientras el amo está fuera. | Cuando el gato no está, los ratones se divierten              |           |
| Casarse bajo el palo de la escoba                                                             | Vivir juntos sin estar casados. |                                                               |           |
| Hacer el tejado con tartas                                                                    | Vivir lujosamente. | Atar los perros con longanizas                                |           |
| Tener un agujero en el tejado                                                                 | Ser un simple. | Hacer la o con un canuto                                      |           |
| Los tejados viejos necesitan muchas reparaciones                                              | Las cosas viejas exigen más mantenimiento. |                                                               |           |
| El techo tiene listones                                                                       | Podría haber fisgones o espías. | Las paredes tienen oídos                                      |           |
| Mirar a través de las tijeras                                                                 | Vengarse o apropiarse de bienes ajenos. | Ojo por ojo, diente por diente                                |           |
| Tener dolor de muelas detrás de la oreja                                                      | Fingir estar enfermo. |                                                               |           |
| Mearse en la luna                                                                             | Perder el tiempo en una empresa fútil. |                                                               |           |
| Ahí cuelga la cazuela                                                                         | Es lo opuesto a lo que debería ser. |                                                               |           |
| Disparar otra flecha para encontrar la anterior                                               | Repetir una acción estúpida o sin sentido. | Tropezar dos veces con la misma piedra                        |           |
| Afeitar a un tonto sin espuma                                                                 | Engañar a alguien. | Dar gato por liebre                                           |           |
| Dos tontos bajo la misma capucha                                                              | La estupidez busca compañía. |                                                               |           |
| Crecer fuera de la ventana                                                                    | No poder ocultarse. |                                                               |           |
| Tocar en la picota                                                                            | Llamar la atención sobre los actos vergonzosos de alguien. |                                                               |           |
| Si se dejan abiertas las puertas, los cerdos correrán al trigo                                | La negligencia llama al desastre. |                                                               |           |
| Donde mengua el trigo, abundan los cerdos                                                     | Si una persona gana, otra tiene que perder. |                                                               |           |
| Correr como si te ardiera el culo                                                             | Estar muy angustiado o correr ágilmente. | Correr como alma que lleva el diablo                          |           |
| El que traga fuegos, caga chispas                                                             | Las malas acciones le acarrean a quien las comete consecuencias peores. | Quien siembra vientos, cosecha tempestades                    |           |
| Tender la capa según sopla el viento                                                          | Actuar en cada caso según lo que más convenga personalmente. |                                                               |           |
| Lanzar plumas al viento                                                                       | Trabajar infructuosamente. |                                                               |           |
| Contemplar a la cigüeña                                                                       | Perder el tiempo. | Irse por las ramas Pensar en las musarañas                    |           |
| Querer matar dos moscas de un golpe                                                           | Tratar de solucionar dos problemas con una sola acción. | Querer matar dos pájaros de un tiro                           |           |
| Caer del buey sobre el burro                                                                  | Caer en malos tiempos. | Caer de la sartén al fuego                                    |           |
| Besar la aldaba                                                                               | Ser servil, adulador. | Hacer la rosca                                                |           |
| Limpiarse el culo en la puerta                                                                | Tratar algo con ligereza. |                                                               |           |
| Pasear llevando sobre los hombros una carga                                                   | Imaginar que las cosas son peores que la realidad. |                                                               |           |
| Un mendigo se compadece de otro que está parado enfrente de una puerta                        | Tener miedo a la competencia. |                                                               | NP-91.jpg |
| Pescar detrás de la red                                                                       | Perder una oportunidad. |                                                               |           |
| El pez grande se come al chico                                                                | Los poderosos abusan de los débiles. | Idéntico en castellano                                        |           |
| No soportar ver el sol brillando sobre el agua                                                | Estar celoso del éxito del vecino. |                                                               |           |
| Cuelga como una letrina sobre la acequia                                                      | Es obvio. |                                                               |           |
| Cualquiera puede mirar a través de una tabla de roble si ésta tiene un agujero                | No tiene sentido afirmar lo evidente. | Ser una verdad de Perogrullo                                  |           |
| Cagar por el mismo agujero                                                                    | Ser camaradas inseparables. | Ser uña y carne                                               |           |
| Tirar el dinero al agua                                                                       | Malgastar el dinero. | Echar la casa por la ventana                                  |           |
| Un muro con grietas, pronto caerá                                                             | Todo lo que se hace de mala manera fracasará pronto. | Lo que mal empieza, mal acaba                                 |           |
| Que no te preocupe de quién es la casa que se quema mientras puedas calentarte con las llamas | Aprovecha cada oportunidad sin pensar en las consecuencias para otros. |                                                               |           |
| Arrastrar el tajo                                                                             | Ser engañado por un amante o trabajar en una tarea sin sentido. |                                                               |           |
| El miedo hace que la vieja corra                                                              | Un acontecimiento inesperado puede revelar cualidades desconocidas. |                                                               |           |
| Las boñigas de los caballos no son higos                                                      | No te dejes engañar por las apariencias. | No es oro todo lo que reluce                                  |           |
| Si un ciego guía a otro ciego, caerán ambos en la zanja                                       | No tiene sentido ser guiado por otros que son igualmente ignorantes; es un precedente en miniatura de su Parábola de los ciegos (1568), en el Museo de Capodimonte de Nápoles. |                                                               |           |
| El viaje no ha acabado aunque ya se vea la iglesia y el campanario                            | Una tarea no está lista hasta que no se completa. | No vender la piel del oso antes de cazarlo                    |           |
| Todo, no importa cuán finamente esté hilado, acaba finalmente saliendo a la luz               | Nada puede esconderse para siempre. | Por hondo que el diablo cague, todo se sabe                   |           |
| Mantener la vista fija en la vela                                                             | Estar alerta, ser cauteloso. | Estar ojo avizor                                              |           |
| Cagarse en la horca                                                                           | No dejarse desanimar por ninguna sanción. |                                                               |           |
| Donde está el cadáver, vuelan los cuervos                                                     | Hay efectos tan inseparables de sus causas, que los primeros señalan inequívocamente dónde se encuentra su origen.                                                             | Por el humo se sabe dónde está el fuego                       |           |
| Es fácil navegar a favor del viento                                                           | Si las condiciones son favorables, no es difícil conseguir los propósitos; esta barcaza demuestra que se puede navegar con el viento en popa a toda vela.                      |                                                               |           |
| ¿Quién sabe por qué los gansos van descalzos?                                                 | Hay una razón para todo, aunque no sea evidente. |                                                               |           |
| Si no seré su guardián, dejaré a los gansos ser gansos                                        | No interfieras en asuntos que no son de tu competencia. | Zapatero, a tus zapatos                                       |           |
| Ver osos bailando.                                                                            | Estar hambriento. |                                                               |           |
| Los osos salvajes prefieren acompañarse entre ellos                                           | Las personas semejantes se llevan mejor que con extraños. | Dios los cría y ellos se juntan Cada oveja con su pareja      |           |
| Lanzar la cogulla sobre la valla                                                              | Descartar algo sin saber si más tarde lo va a necesitar. |                                                               |           |
| Es difícil nadar a contracorriente                                                            | Es difícil oponerse a la opinión generalizada. | Nadar contra la corriente                                     |           |
| El cántaro va al agua hasta que finalmente se rompe                                           | Exponerse frecuentemente a un peligro acaba siempre por tener consecuencias negativas.                                                                                         | Tanto va el cántaro a la fuente, que al final se rompe        | NP-95.jpg |
| Las mejores correas son las cortadas del cuero ajeno                                          | Es mejor aprovecharse del trabajo de otro. |                                                               |           |
| Sujetar una anguila por la cola                                                               | Emprender una tarea difícil. |                                                               |           |
| Caer a través del cesto                                                                       | Ser descubierto. | Caerse con todo el equipo                                     |           |
| Quedar suspendido entre el cielo y la tierra                                                  | Encontrarse en una posición incómoda. |                                                               |           |
| Coger un huevo de gallina y dejar ir el de ganso                                              | Tomar una mala decisión (los huevos de ganso son más grandes). |                                                               |           |
| Bostezar frente al horno                                                                      | Intentar más de lo que se puede manejar. | Quien mucho abarca, poco aprieta                              |           |
| Pasar a duras penas de una hogaza a la otra                                                   | Tener dificultades económicas o para llegar a fin de mes. | Estar en quiebra                                              |           |
| Una azada sin mango                                                                           | Probablemente algo inútil. |                                                               |           |
| Buscar el hacha                                                                               | Intentar encontrar una excusa. |                                                               |           |
| Aquí está con su linterna                                                                     | Tener finalmente la oportunidad de mostrar un talento. |                                                               |           |
| Un hacha con su mango                                                                         | Probablemente significa «la cosa entera». |                                                               |           |
| El que ha derramado sus gachas de avena no puede recogerlas todas                             | Una vez que se ha hecho algo, no se puede deshacer. | No hay que llorar sobre la leche derramada                    |           |
| Poner palos en las ruedas                                                                     | Poner obstáculos a los planes de otro. | Idéntico en castellano                                        |           |
| El amor está en el lado donde cuelga la bolsa de dinero                                       | El amor puede comprarse. |                                                               |           |
| Tirar para quedarse con el extremo más largo                                                  | Intentar sacar ventajas. |                                                               |           |
| Estar en pie bajo la luz propia                                                               | Estar orgulloso de uno mismo. |                                                               |           |
| Nadie busca a otros en el horno si no ha estado allí él mismo                                 | Imaginar debilidades en otros es un signo de que uno mismo es débil. | Piensa el ladrón, que todos son de su condición               |           |
| Tener el mundo girando sobre tu pulgar                                                        | Tener todas las ventajas. | Tener el mundo en tus manos Tener todos los ases              |           |
| Atar una barba de lino a la cara de Cristo                                                    | Ocultar el engaño bajo una apariencia de piedad. | Ser un lobo con piel de cordero                               |           |
| Tener que agacharse para triunfar en el mundo                                                 | Para tener éxito, uno debe ser taimado; este hombre que intenta pasar por una esfera demostraría que en el mundo hay que pasar por el aro.                                     |                                                               |           |
| Echar rosas a los cerdos                                                                      | Malgastar los esfuerzos en algo que no lo merece. | Echar perlas a los cerdos Echar margaritas a los cerdos       |           |
| Tapar el pozo después de que el ternero se haya ahogado                                       | Intervenir sólo después de que el desastre ya ha ocurrido. |                                                               |           |
| Ser manso como un cordero                                                                     | Ser muy calmado, muy manso o muy paciente. | Tener más paciencia que el santo Job                          |           |
| Ponerle la capa azul al marido                                                                | Engañar sentimentalmente al cónyuge. | Poner los cuernos                                             |           |
| Ten cuidado que un perro negro no se meta en medio                                            | Cuando están juntas dos mujeres no se necesita un perro ladrando para añadirse a los problemas que causarán.                                                                   |                                                               |           |
| Uno enrolla en la rueca lo que otro hila                                                      | Divulgar los cotilleos | Darle a la lengua                                             |           |
| Llevar el día en cestas                                                                       | Malgastar el tiempo. | Irse por las ramas                                            |           |
| Ponerle una vela al diablo                                                                    | Adular indiscriminadamente a todo el mundo. | Poner una vela a Dios y otra al diablo                        |           |
| Confesarse ante el diablo                                                                     | Revelarle secretos al enemigo. |                                                               |           |
| Al cerdo se le apuñala por el vientre                                                         | Una conclusión prevista, o lo que se ha hecho no puede deshacerse. |                                                               |           |
| Dos perros sobre un mismo hueso rara vez se ponen de acuerdo                                  | Discutir sobre un solo tema. |                                                               |           |
| Ser una espumadera                                                                            | Ser un parásito o un gorrón (la espumadera se queda con la nata de la leche).                                                                                                  |                                                               |           |
| ¿De qué sirve un bonito plato si está vacío?                                                  | La belleza no puede sustituir a la sustancia. |                                                               |           |
| La zorra y la cigüeña cenan juntas                                                            | Dos timadores siempre piensan en su propio beneficio. |                                                               |           |
| Soplar en el oído                                                                             | Divulgar los cotilleos. | Darle a la lengua                                             |           |
| Escribir con tiza una deuda                                                                   | Deberle un favor a alguien. |                                                               |           |
| La carne en el asador debe regarse con su jugo constantemente                                 | Algunas cosas necesitan una atención constante. |                                                               |           |
| Con él no girará el asador                                                                    | Él no ayudará. |                                                               |           |
| Sentarse sobre brasas vivas                                                                   | Ser impaciente. | Estar en ascuas                                               |           |
| Pescar sin red                                                                                | Aprovecharse del trabajo de otros. | Unos cardan la lana y otros llevan la fama                    |           |